# Kuhlohorn

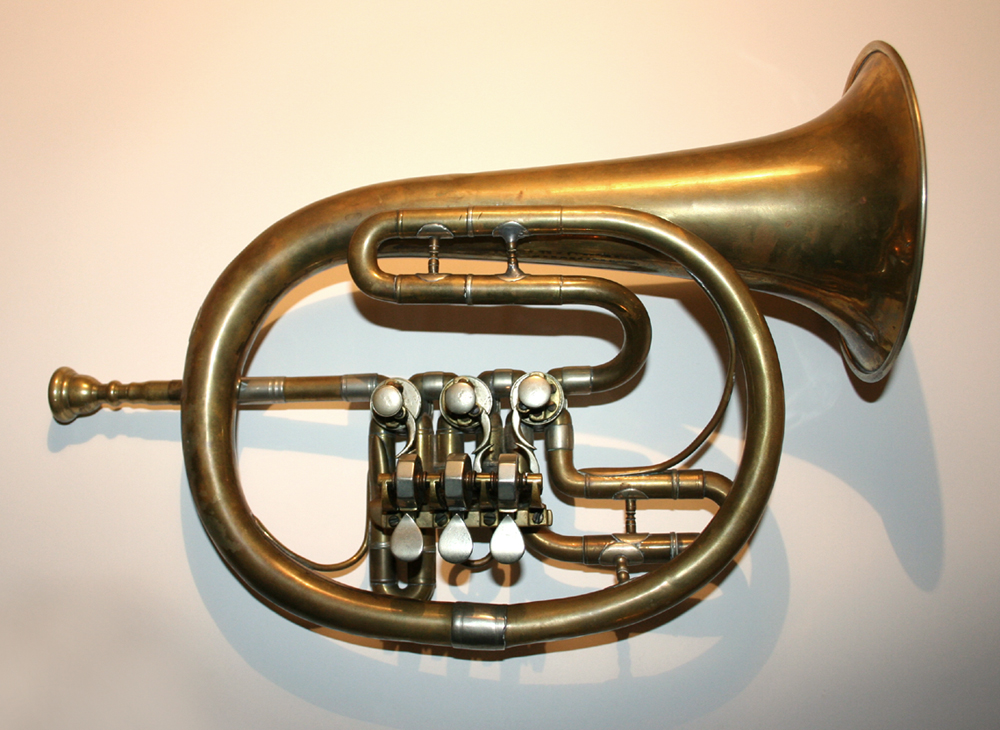
Kuhlohorn

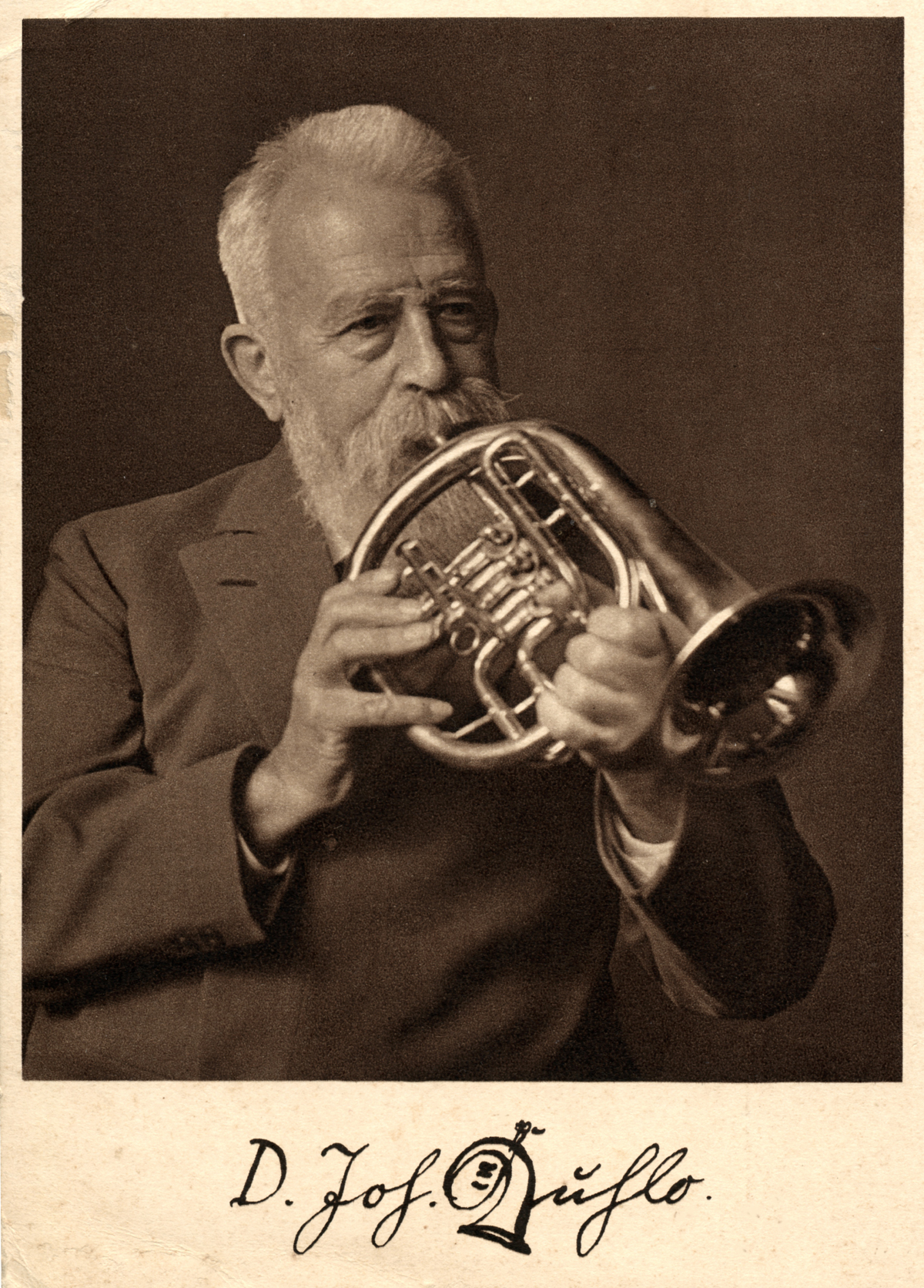
Johannes Kuhlo mit Kuhlohorn von Ernst David

Das Kuhlohorn (auch Kuhlo-Flügelhorn) ist ein weitmensuriertes Flügelhorn, traditionell in B-Stimmung. Als Blechblasinstrument wird es mit einem tiefen Kesselmundstück angeblasen. Markant ist seine ovale Bauform und ein integrierter, meist konischer Stimmzug.

## Geschichte
Für Johannes Kuhlo war der angestrebte Klang eines Posaunenchores von seinem  A-cappella-Ideal geprägt. Er bevorzugte deshalb weitmensurierte Instrumente (Hörner, Tuben) gegenüber Trompeten und empfahl sie seinen Bläsern. In Zusammenarbeit mit dem Bielefelder Instrumentenbauer Ernst David realisierte er etwa zwischen 1893 und 1908 die Entwicklung dieses Instrumentes.
Kuhlo schreibt über die Eigenschaft dieser Flügelhörner:

„Sie kommen wegen ihres sanften, vollen, melodischen Tones nach der Posaune der menschlichen Stimme am nächsten und sind, da sie weniger Schwierigkeiten als diese bieten, für uns die unentbehrlichsten … und je ähnlicher ein Instrument der menschlichen Stimme erklingt, umso vollkommener ist es und um so höher zu bewerten. Zu den Hörnern gehören die Flügelhörner (meist in b), sie sind die Nachtigallen im Sopran der Blechmusik.“

## Verwendung des Instruments im Jazz
Michael T. Otto hat das Kuhlohorn im 21. Jahrhundert für den Jazz entdeckt und bekannt gemacht. Es liegen entsprechende Einspielungen vor.